# 英国国民医薬品集
英国国民医薬品集（えいこくこくみんいやくひんしゅう、英語: British National Formulary ,BNF）とは国民保健サービス(NHS)が提供している医薬品に関する適応、禁忌、副作用、服用量、法的規制、プロプライエタリもしくはジェネリック製剤の商品名と価格やその他特記に値する点を含む特定の事象や詳細などで構成されている処方や薬理学の幅広い情報やアドバイスで構成される薬学参照書籍である。国によって定められた処方であるにもかかわらず、NHSが認可しておらず、処方箋や処方箋外で購入する必要がある医薬品に関する記述もある。見出しには医薬品を明確に示す記号もある。
この書籍は薬剤師、医師（総合診療医や専門診療医の両方）や他の医療関係者（例えば看護師、ファーマシー・テクニシャン、医療補助員、歯医者など）が医薬品の正しい容量や表示や相互作用や副作用を参照するために使用している。また、病室の看護師が医薬品を投与する時や薬物治療の様々な側面における助言の信頼できる情報源を求めている患者その他にとって安心させる書籍となる。

## 編纂
多くの個人団体がBNFの作成に貢献していて、王立薬剤師会と英国医師会のBMJグループが共同で、2つの専門機関と保健省の代表を含む共同処方委員会(Joint Formulary Committee)の権限下で出版している。
医薬品の情報はメーカーの製品資料、医学と薬学の資料、当局や専門機関を元にしている。助言は臨床の資料や反映されたことで構成されているが、多種多様の情報源からの根拠を可能な限り評価している。BNFはまた、国が決めたガイドラインの権威や新たな安全性の懸念を考慮していて、加えて共同処方委員会も専門臨床医からの治療分野全てに助言を呈している。これによりBNFの勧告が業務に関連することを保証している。しかし、2013年9月に英国国立医療技術評価機構(NICE)が独立した諮問委員会の審査に基づくBNFの出版物を製作する過程にNICEの認定を与えないという自身の決定書草案に基づく相談窓口を開設した。

## 版
年に3月と9月の2回更新される。恒例として、表紙の色は版によって異なっており、67版は緑、68版はオレンジ、69版は青である。

## 入手方法
BNFは書籍、ウェブサイト、モバイルアプリケーションで読むことができる。書籍は購入するか、イギリスの医療関係者に直接料金を徴収せず配布している。NHS従業員や開発途上国のHINARIグループにおける医療関係者はMedicinesCompleteに登録（氏名、住所、メールアドレス、電話番号が必要）すれば無料でアクセスできる。それ以外はMedicinesCompleteでBNFの購読契約をする必要がある。医療団体も自身のイントラネットを通してカスタマイズできるBNFの購読契約が可能。2012年6月、英国国立医療技術評価機構はBNFにオフラインアクセスできるiOS、Android端末に対応したアプリケーションを公開した。このアプリケーションを使うにはNHSのOpenAthensログインが必要で、毎月インターネット接続経由で内容が更新される。

## 歴史
1949年に「National Formulary」として創刊、1976年まで3年毎に更新していた。1957年の第5版でThe British National Formularyに改名、1981年に誌面を改訂した。

## 姉妹誌
毎年発行されているBritish National Formulary for Children (BNF-C)は子供向けの医薬品に関する情報を詳細に掲載している。
The Nurse Prescriber's Formulary for Community Practitioners (NPF)は看護師処方医になるための講習を行っているDistrict Nurses and Specialist Community Public Health Nurses（Health Visitors含む）が使用するために発行されている。

## 内容
BNFは分かれた複数の章と医薬品と製剤に関する主要な章が基本形になっている。
目次
- Preface(前書き)
- General information and late changes（一般的な情報と最新の変更点）
- General Reference（一般参照）
- Guidance on prescribing（製剤のガイダンス）
- Emergency treatment of poisoning（中毒症状の緊急治療）
- Medical emergencies in the community（コミュニティ内の緊急医療）

医薬品と製剤の注釈
1. Gastro-intestinal system（胃腸系）
2. Cardiovascular system（心血管系）
3. Respiratory system（呼吸器系）
4. Central nervous system（中枢神経系）
5. Infections（感染症）
6. Endocrine system（内分泌系）
7. Obstetrics, gynaecology, and urinary-tract disorders（産科と婦人科と尿路の疾患）
8. Malignant disease and immunosuppression（難病、免疫抑制）
9. Nutrition and blood（栄養、血液）
10. Musculoskeletal and joint diseases（筋骨格と関節の疾患）
11. Eye（眼）
12. Ear, nose, and oropharynx（耳、鼻、中咽頭）
13. Skin（皮膚）
14. Immunological products and vaccines（免疫製品、ワクチン）
15. Anaesthesia（麻酔）

付録と索引
- Appendix 1 Interactions（相互作用）
- Appendix 2 Liver disease（肝臓病）
- Appendix 3 Renal impairment（腎臓機能障害）
- Appendix 4 Pregnancy（妊娠）
- Appendix 5 Breast-feeding（母乳栄養）
- Appendix 6 Intravenous additives（静脈内の添加物）
- Appendix 7 Borderline substances（境界性物質）
- Appendix 8 Wound management products and elastic hosiery（創傷管理製品と伸縮自在の靴下）
- Appendix 9 Cautionary and advisory labels for dispensed medicines（医薬品調合の警告と助言のラベル）
- Dental Practitioners’ Formulary（歯医者の処方集）
- Nurse Prescribers’ Formulary（看護師処方医の処方集）
- Index of manufacturers（製薬会社の一覧）
- Special-order manufacturers（特注製薬会社）
- イエローカードスキーム（英語版）[16]